# Angela Schorr
Angela Schorr (* 1954) ist eine deutsche Psychologin und Psychologische Psychotherapeutin.
Nach dem Abitur am Städtischen Gymnasium Köln-Chorweiler 1973 studierte sie Psychologie an den Universitäten Köln und München (Diplom 1978). Es folgten Forschungsaufenthalte in den USA und in Großbritannien. Mit einem Stipendium der Konrad-Adenauer-Stiftung wurde sie 1982 an der LMU zur Dr. phil. promoviert.
Anschließend erhielt sie eine Stelle als Akademischer Rat an der Universität Eichstätt. 1992 habilitierte sie sich, vertrat Lehrstühle in München und Düsseldorf und wurde 1997 in Eichstätt zur apl. Professorin ernannt. 2000 erhielt sie einen Ruf an die Universität Siegen, wo sie seitdem die Schwerpunkte Medienpsychologie und Pädagogische Psychologie vertritt.

## Veröffentlichungen
- als Hrsg.: Publikums- und Wirkungsforschung: ein Reader (eingeschränkte Vorschau in der Google-Buchsuche).